# Hej Fredag
Hej Fredag var ett underhållningsprogram på Kanal 5 hösten 1998 med Per Sinding-Larsen som programledare, inspirerat av SVT:s "Partaj" från slutet av 1960-talet. Peter Siepen och Patrik Arve (Teddybears) var reportrar. Programmet gästades av bland andra Atari Teenage Riot, Mike Monroe, systrarna Magdalena  och Hannah Graaf och författaren Irvine Welsh Och Stumpen från Drunx Incharge.